# 경도계

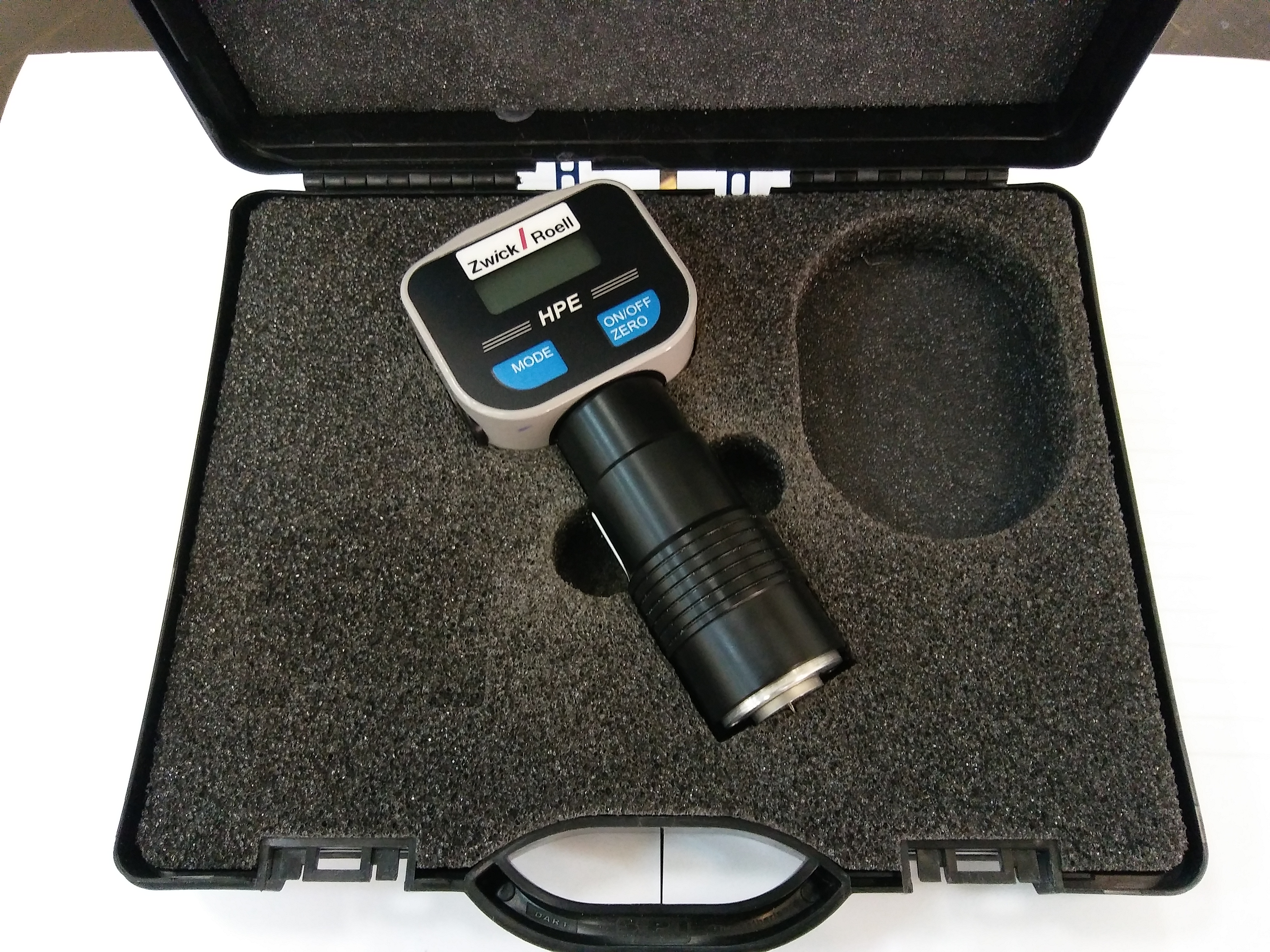
디지털 경도계

경도계(durometer) 또는 굳기계는 물질, 일반적으로 중합체의 경도를 측정하는 장치이다.
눈금의 숫자가 높을수록 압입에 대한 저항이 커져 물질이 더 단단하다는 것을 나타낸다. 숫자가 낮을수록 저항이 적고 물질이 더 부드럽다는 것을 나타낸다.
이 측량기는 1920년대에 경도 측정에 적합한 장치를 개발한 앨버트 퍼디난드 쇼어(Albert Ferdinand Shore)에 의해 정의되었다. 이 기기는 최초의 경도 시험기도 아니고 경도계(ISV duro-and-meter; 19세기부터 증명됨)라고 불린 최초의 경도계도 아니었지만 오늘날 그 이름은 일반적으로 쇼어 경도(shore hardness)를 나타낸다. 다른 장치는 로크웰 경도와 같은 해당 결과를 반환하는 다른 측정 기준을 사용한다.

## 같이 보기
- 브리넬 굳기
- 로크웰 경도
- 비커스 굳기